# ドラえもん のび太と鉄人兵団
- ドラえもん > 大長編 > のび太と鉄人兵団
- ドラえもん > 映画 > 大長編 > のび太と鉄人兵団

『ドラえもん のび太と鉄人兵団』（ドラえもん のびたとてつじんへいだん）は藤本弘が藤子不二雄名義で1985年から連載した「大長編ドラえもん」シリーズの漫画作品、およびその連載を随時参照しつつほぼ同時進行で作られ1986年に公開されたドラえもん映画作品。大長編漫画、長編映画ともにシリーズ第7作。
映画の同時上映は『オバケのQ太郎 とびだせ! バケバケ大作戦』『プロゴルファー猿 スーパーGOLFワールドへの挑戦!!』。
2011年には本作のリメイク映画『ドラえもん 新・のび太と鉄人兵団 〜はばたけ 天使たち〜』が公開された。

## 概要
ロボット惑星メカトピアから地球侵略にやってきた鉄人兵団と、ドラえもん達の戦いを描いた作品。メカトピア星の鉄人兵団による地球侵攻作戦は、地球人の総奴隷化を目的としており、シリーズ中でも特に熾烈なものである。作者の藤本は後に鉄人兵団を「ドラえもんの映画史上最強の敵」と語っている（1991年7月）。
本作では、基本的にしずかは怪我をした鉄人兵団側の少女ロボット・リルルの介抱に専念し、鉄人兵団と戦闘するドラえもんやのび太、ジャイアン、スネ夫の4人とは別行動をとっている。シリーズの中ではしずかが単独で行動する場面が最も多い。しずかとリルルとの友情も見どころの一つ。

### 漫画（連載）
『月刊コロコロコミック』1985年8月号から1986年1月号に連載された。全6回。全190頁（各回の扉を含む）。
7月15日に発売された8月号の連載第1回にて、本作の題名が明らかになった。それまでの大長編ドラえもんシリーズの題名はすべて冒頭が「のび太の」だったが、本作では初めて「のび太と」になった。扉には「来年春映画化決定!」と記載されている。
9月14日に発売された10月号の連載第3回の途中から、のび太たちの服装がそれまでの半袖から長袖になり、季節の経過が表現されている（後述のアニメ映画では半袖のままである。2011年公開のアニメ映画も同様）。

### 漫画（総集編）
『別冊コロコロコミックスペシャル』9号（1986年3月1日発売）に、連載の全話が総集編として掲載された。全188頁（扉1頁を含む）。
加筆修正が行われ、末尾に3頁分の後日譚が追加された。アニメ映画監督の芝山努によると、アニメ映画の制作終盤（この総集編の後日譚部分を目にする前）に藤本から異例の電話があり、映画のラストに後日譚を追加する指示を受けたという。

### アニメ映画
1986年3月15日に公開された。
映画は映画化7周年記念作品として製作された。予告では、何度かの爆撃音の後「今度の映画は、何が何だかとにかくすごいぞ」というセリフが流れる。
映画はドラえもん (1979年のテレビアニメ)のスタッフによって作られた。同テレビアニメ（TVアニメ第2作第1期）のキャラクターデザインが第3期にリニューアルされてから最初の映画である。

### 漫画（単行本）
1987年1月28日に単行本（てんとう虫コミックス）が発売された。全204頁（扉1頁を含む）。
2度目の加筆・修正が行われ、全体の頁数はさらに16頁増加した。場面の削除を含む多くの変更が行われた。のび太がスネ夫に自分は巨大ロボットを持っていると言い放つシーンは冒頭から中盤に変更されている（書き換え前の中盤ではミクロスがのび太の部屋に果たし状を置いている）。鏡面世界の作画ミス（町の看板の文字が鏡映しになっていない）も修正された。

## あらすじ
※漫画（てんとう虫コミックス）をもとに記述。
夏休み。スネ夫にラジコン模型のロボットを自慢されたのび太はドラえもんに巨大ロボットをねだるが、暑さで不機嫌なドラえもんは北極へすずみに出かける。後を追ったのび太は北極で偶然巨大なロボットの足を拾い、自宅に持ち帰る。それ以来、ロボットの部品が家の庭に次々と降ってくるようになる。のび太とドラえもんはそれらをおざしきつり堀によって生まれた鏡面世界の中で組み立てて完成させる。
巨大ロボット（ザンダクロスと命名）に乗って無邪気に遊ぶのび太、ドラえもん、しずか。だが、操縦席のしずかが何気なくボタンを押したことで光線が発射され、前方の超高層ビルが一瞬で粉々に破壊されてしまう。「とんでもない怪物」「強力な兵器」を作ってしまったと恐れたドラえもんたちは、巨大ロボットを3人の秘密にすることを誓う。
数日後、のび太のもとに謎の少女・リルルが現れ、自分は巨大ロボット（ジュド）の持ち主だと語る。のび太は無断で拾って組み立てた負い目から巨大ロボットをリルルに返却。鏡面世界への出入り口となる道具「おざしきつり掘」をリルルに貸し、これらを秘密にすることを誓う。
それから月日が経過し、リルルとの件をドラえもんにかくしていることに後ろめたさを感じ続けていたのび太は、空から落ちる流星が裏山に向けて落ちていくのに気づいて後を追い、その先の鏡面世界でSF映画のような基地を目撃する。リルルは地球人捕獲作戦を成功させるための前線基地の設営を指揮していたのだ。真相を知って逃げたのび太とドラえもんたちを追ったリルルが、ザンダクロス（ジュド）を使って「おざしきつり掘」による出入り口を無理やり広げようとした結果、「次元震」による爆発が発生し、一帯が大爆発に巻き込まれる。結果、鏡面世界への出入り口がふさがれたため、ドラえもんとのび太は「地球は救われた!!」と歓喜する。しかしその翌日、ドラえもんは物置にしまい込まれていた巨大ロボットの「頭脳」（丸いボール状の部品）から鉄人兵団の本隊が地球に向けて発進したことを知らされる。周囲の大人たちに訴えるも相手にされず途方に暮れるのび太とドラえもんだが、ジャイアンとスネ夫は彼らの言葉を信じる。スネ夫の発案により「頭脳」を改造してザンダクロスに取り付けることで味方にする。前線基地に鉄人兵団の司令部からの連絡入っているところを見つけたドラえもんたちは、リルルが鉄人兵団の誘導役を担っていたことを知り、既に前線基地に入り込んでいたロボットたちとの戦いを繰り広げる。
一方、事の次第を知らされていなかったしずかは、のび太が勝手に湯船を鏡面世界の入り口にしていたことに気づいて中に入り込み、ドラえもんの改造によって自律行動と会話ができるようになったスネ夫のロボット・ミクロスと合流する。一行を探す中、しずかは次元震で吹き飛ばされ負傷して土の中に埋まっていたリルルを発見し、傷口を見てロボットであることを知る。リルルは自分の正体を知ったしずかの口を封じようと襲い掛かって来た。ミクロスに助けられたしずかは恐ろしい行動をとったのは故障のせいだと考え、気絶したリルルを自分の家に運ぶ。そんな時、敵ロボットが家の中に入り込んでくるが、間一髪で駆けつけてきたのび太に助けられる。リルルの正体がロボットでこわれかけていると知ったドラえもんたちは彼女の処遇に迷うが、情報を聞き出す手がかりになるとも考え直すことを決める。手当てを受けて目を覚ましたリルルは自分たちの目的が地球人を奴隷にすることだとしずかに明かし、ロボットが支配する祖国メカトピアの歴史を誇らしく語るが、人間の歴史にそのままなぞらえられているようだというしずかの感想を侮辱と捉えて激怒し、彼女を熱線で撃つものの反動で再び気絶してしまう。しずかは愛想をつかして家を飛び出すが、思い直して家に戻り看病を続ける。
翌日。ドラえもんたちは高井山の湖を巨大な鏡面世界の入り口にした上で巨大ロボの誘導信号で鉄人兵団を誘い込む。計画は成功し、鏡面世界に誘い込まれた鉄人兵団は世界各地の大都市を破壊するも、人間の姿が全く見えないことに疑念を抱く。作戦を順調に進めるドラえもんだったが、作戦の支障にならないよう睡眠薬で眠らせたはずのリルルが姿を消してしまう。のび太は地下鉄の入り口でリルルと出会い銃口を向けてでも止めようとするが、臆することなく撃てと言い切るリルルの言葉に躊躇した末に熱線で撃たれてしまう。兵団司令部へ到着したリルルは、司令官から人間の居場所を教えるように迫られる。しかし、しずかの手当を受けている内に考えに変化が生じていたリルルはそれを拒否し、どれい狩りの中止を進言するが、反逆者として基地に連行されてしまう。ドラえもんたちに助けられたリルルは、どれい狩りは悪いことだと理解しつつ祖国は裏切れないと吐露し「わたしをどこかにとじこめて」と懇願する。
自分たちが鏡面世界に誘い込まれたことに気付いた鉄人兵団は、湖の外に本当の地球があると見抜き、高井山に総力を結集し始める。ひみつ道具で高井山に立てこもったドラえもんたちは、兵団と戦闘を開始。ザンダクロスも投入し、一旦は鉄人兵団の猛攻を退ける。
ミクロス、リルルと共に自宅で待機していたしずかは、会話の中でミクロスの何気ない一言から事態の打開策を思いつく。それは、3万年前に行き、メカトピアのロボットたちの先祖・アムとイムを作った博士に会うことだった。博士はアムとイムから事態の遠因となった競争本能を取り去り他者を思いやる心を植え付けるための改造作業にとりかかるが、体の衰えにより倒れてしまう。リルルは歴史改変によって自身の存在が消えてしまうことを承知の上で、アムとイムの改造作業を引き受ける。
ドラえもんたちは懸命に粘るも圧倒的な敵の数を前に次第に押されて窮地に陥る。ザンダクロスが倒され、武器も尽き、勝負は決したと思われた時、大量のロボット兵が一瞬で消え去ってしまう。同時にリルルもしずかに見守られながら消えていく。歓喜するドラえもんたち。そこに沈んだ顔でしずかが現れ、事情を聞いた皆は衝撃を受ける。
数日後。居残りを命じられた教室でのび太が物思いにふけっていると、校庭側の窓の外にリルルにそっくりの少女が通りかかり、のび太に微笑みかけて去っていく。リルルが生まれ変わったのだという確かな確信を抱きながら、のび太はドラえもんたちが集う空地に駆けていった。

## 舞台
鏡面世界
「入りこみ鏡」及び「逆世界入りこみオイル」を投与した水面から入り込むことのできる特殊な異世界。出入口はお座敷釣り堀（のび太がリルルに貸して兵站基地の建設に使われたがジュドによって破壊された）、しずかちゃんの風呂場、高井山の湖（鉄人兵団が鏡面世界に入り込んだ入口で、最後はドラえもんたちとの最終決戦の舞台になる）が使われた。鏡の中のように左右が逆転した世界で、人間・動物は一切いない。詳しくは先に述べたひみつ道具を参照とするが、加工品についてはその限りではなく、スーパーマーケットにはハムやステーキ肉などの食品が陳列してあり、電気水道も機能している。
鏡面世界内の地球で戦うという設定上、左右が逆で無人の住友ビル、新宿三井ビルディング、伊勢丹、新宿中央公園、東京タワー、国会議事堂、霞ケ関駅（上映当時は営団地下鉄であったため、同社のロゴも登場している）、自由の女神、ビッグ・ベン、凱旋門など、実在の建造物が数多く登場する。なお、自由の女神はコロコロ連載時の原稿では誤って元のまま（左右逆になっていないまま）掲載された。
鉄人兵団は鏡面世界の各都市を制圧した末、宇宙空間から左右あべこべの日本列島を見てトリックだと判ったため、実世界を攻撃すべく高井山の湖へ戻った。
メカトピア
約3万年前に神によって建国された鉄人兵団の母星。建国から長い月日をかけて歴史を紡ぐ内、人間の歴史同様に支配階層が構築されていき、貴族によって奴隷制度が始まった。やがて自由を求めての戦争が勃発した末に奴隷制廃止が決定。自由を勝ち取ったロボット市民に代わる新たな労働力を確保するため、地球人を奴隷にしようとしたのが全ての始まりとなる。
メカトピアの伝説
『遠い過去に文明の栄えた人間の世界があった。しかし神は傲慢な人間達を見放し、無人の惑星に降り立つとアムとイムというロボットを創り「天国のような社会を作れ」と命じた。神によって創られたアムとイムは子孫を増やした。』
メカトピアには上記の伝説が伝わっており、アムとイムの子孫であるメカトピアのロボットたちは、自らを神の子と称し宇宙の支配者として運命づけられたと信じている。しかしそれは伝説に隠された事実が歪んだ形で伝わった物であり、結果的に神の望みとは異なる道となった。

## 声の出演
- ドラえもん - 大山のぶ代
- のび太 - 小原乃梨子
- しずか - 野村道子
- ジャイアン - たてかべ和也
- スネ夫 - 肝付兼太
- のび太のママ - 千々松幸子
- のび太のパパ - 加藤正之
- 先生 - 田中亮一
- ジャイアンのママ - 青木和代
- スネ夫のママ - 鳳芳野

## ゲストキャラクター

### 鉄人兵団
メカトピア住民であるロボットによって構成された侵略部隊。ロボットに代わる新たな労働力を得るための奴隷狩りを目的とし、ターゲットを地球に絞った。
リルル
声 - 山本百合子
前線基地の建設と鉄人兵団の誘導の任務を負って地球に送り込まれたロボット。地球人の少女そっくりの容姿をしている（外皮の下に機械部品がある構造）。祖国に忠誠を誓い、地球人狩りを遂行するため前線基地を建設しようと北極に赴いたが、先に来ていたはずのジュドが行方不明となったため探してのび太の住む町に来訪していた。
当初は祖国への忠誠しかなく人間らしい心や感情を持たなかったが、のび太と接し、負傷してしずかの看護を受ける内に、機械的だった心に変化が生まれていく。徐々に地球侵略の理念に疑問を抱き始め、自分たちの行為が過ちであることを理解しつつも祖国への忠誠心を捨て去ることができず、苦悩する。
大長編では初の、敵味方の間で揺れ動く立場のゲストキャラクター。
劇場版の女性ゲストの中でも人気が高く、視聴者向けアンケート「ドラデミー大賞」でゲストキャラクター賞に選ばれた。
個人的能力として空を飛べたり、指からホッキョクグマをも打ち倒す威力の熱線（電撃）を発する。
ザンダクロス / ジュド
声 - 加藤治
巨大ロボット。身長：20m / 体重：150t / 飛行速度：マッハ4。青・赤・白のトリコロールを基調とした外観を持つ。
リルルは土木工事用ロボット、鉄人兵団は工作用ロボットと呼ぶ。腹部には「チュン」と発射するだけで超高層ビルを一瞬で粉々に破壊できる威力の機器が組み込まれている。
図解記事によると、肩にはミサイルランチャーが内蔵されている（作中での使用描写はなし）。
ボウリングの球のような形状をした球体の頭脳のみ先に北極へ到着し、巨大な本体はバラバラの状態でメカトピアから転送していたが、偶然のび太が最初に落ちた右足の一部を自宅へ持っていったために日本へ移動。言葉が通じないために頭脳はただの転送誘導装置と思われてしまい、組み立てられた体と離れ離れになった上のび太の母親によって物置にしまいこまれる。そのため、未来のスーパーでのバーゲン品（それでもドラえもんにとっては高額）のコンピュータを代用。それを「サイコントローラー」による脳波操縦方式として一応は完成した。
球体にある黒い丸三つを点滅させ意思表示を表し、ほんやくコンニャクを乗せることで地球人の意思疎通が可能となった。かなり口の悪い性格をしている。しかし見つけたドラえもんによって荷物包みされた上でのび太の部屋の天井へ吊るされ、改造を施され体に戻って仲間となった。それ以降はしゃべらなくなる（原作漫画では「ドウゾ 乗ッテクダサイ」（フィルムコミックでは「どうぞ、お乗りください。」）とだけしゃべる）。胸部にはリルルの搭乗を想定したと思しき地球人が乗ることが出来るサイズのコックピットを備え、巨大ながら兵団のロボットやリルル同様に高速飛行も可能。腹部レーザー砲や巨躯から繰り出される力をもってドラえもん達の最大の切り札となったが、最終決戦で鉄人兵団の物量の前に活動不能となり、直後にタイムパラドックスによって兵団もろとも消滅した。
映画版（第2期）では、当初同じ青いボール姿であるが、頭脳を改造せず新道具「おはなしボックス」を使いほんやくコンニャク機能を搭載したひよこキャラ「ピッポ」という名の新キャラとなっている。
正式名称はジュドでありリルル、ロボット隊長らメカトピア側住人の呼称でもあるが、ドラえもんは北極で発見したことからサンタクロースをもじって「ザンダクロス」と名づけた（しずかの提案した「ラッコちゃん」に対して、のび太が「マジンガー」や「ガンダム」みたいな強そうな名前がいいと言ったため）。
一部書籍においてデザイン担当は大河原邦男と記述されているが誤認である。実際のデザインは当時藤本のアシスタントだったたかや健二（チーフ）と三谷幸広によるものである。藤本の原稿では「落ちてくるロボットの足。」という指示と丸い四角のアタリしか描かれておらず、それを受けた三谷がまず足と脛を描き、そこから全体図をたかやがデザインする形となった。
意匠がアニメ『機動戦士Ζガンダム』の百式に似ているという指摘があり、デザインを担当したたかやは藤子不二雄ファンクラブの会報誌「Neo Utopia」40号のインタビューで百式をモチーフにデザインしたことを語っている。なお、百式のバックパックに付いているバインダーに似た形状のそれは連載当時の「コロコロコミック」に掲載された、開田裕治によるイラスト付きの図解によれば太陽光パネルとして機能することが明らかとなっている。この図解は映画のアニメコミックスの巻末にも収録されている。
テレビアニメ版 の「レプリコッコ」（第914話、1987年5月1日放送）では、スネ夫の家のテレビにザンダクロスがCMに登場。その後の「プラモが大脱走」（第1474話、1997年11月28日放送）では、メカトピアの鉄人兵団がプラモデルとして登場しており、ザンダクロスはドラえもんの道具として出された巨大なプラモデルとなっている。
2011年5月14日に、バンダイより「ROBOT魂 ザンダクロス」として商品化された。デザインはリメイク映画『ドラえもん 新・のび太と鉄人兵団 〜はばたけ 天使たち〜』に準じており、付属する頭脳の部分はジュドではなく、ピッポとなっている。稼動域が広めに取られており、劇中のようなバレエを踊るポーズを取ることも可能となっている。
ロボット隊長
声 - 田中康郎
メカトピアの鉄人兵団を総括する司令官。ボディカラーは金色で触覚など昆虫のような意匠をもち配下のロボット兵士とはまったく異なる形態をしている。
ロボット兵士
声 - 広瀬正志、橋本晃一
鉄人兵団の主力を担う戦闘用ロボット。工事・工作用ロボットと違い互いに会話をし熱線を放つ武器を携帯しており、飛行能力も有している。また指先から熱線を放つことができるタイプも存在する。
ロボット隊長の側近である幹部は一部意匠が異り、マントを付けているなど兵士の中では階級が区分されている。奴隷として地球人を捕獲するのが主な任務であり地球侵攻作戦の中心的な役割を担った。
工事・工作用ロボット
リルルと共に尖兵として前線基地の建設用に送り込まれたロボット達。様々なタイプが存在する。戦闘ロボではないため、攻撃手段を持たず、空気砲などで簡単に破壊可能だった。

### 協力者
ミクロス
声 - 三ツ矢雄二
ラジコンマニアであるスネ夫の従兄弟・スネ吉が作ったラジコンロボット。プロペラの飛行能力や相当な遠距離でもリモコン電波が届くなど画期的な機能を持っているが、リルルにはただのおもちゃ扱いされている。従兄弟が追加のアカンベー機能を施した後、ドラえもんの改造によって人間並み（映画ではスネ夫に似ている様子が強調される）の知能を持ち、言語も話せるようになった。ただ、そこまで高度な知能ではないためとんちなどの難しいことを考えると頭がショートを起こす。またプラモであるために食事はできない。金属製のボディは、対鉄人兵団に仕掛けた金属探知チョークのトラップに検知される。
重いテーマの本作では主にコメディリリーフとしての役回りであり、しずかと合流した時には鉄人兵団に怯える様子をみせたり、焼肉を食べようとしてのどに詰まらせたりするなどのコミカルな一面が多いが、正体を知られたリルルがしずかを絞殺しようと襲い掛かった時には体当たりで阻止するなどの活躍もみせ、終盤においては彼のある一言が地球人を救うきっかけに繋がる。しずか、リルルと共に、メカトピアの神様のもとに赴き、しずかと共にリルルの最後を見届けることとなる。リルルの消滅した際に泣いて悲しむしずかに対して「僕も涙が出る機能が欲しい」と嘆いていた。
博士
声 - 熊倉一雄
約3万年前、人間社会に嫌気が差し、ロボットによるユートピア創立の理想を託して「メカトピア」を建国した地球人型の異星人の科学者。3万年もの遠い過去の時代の人間であるため、現在のメカトピアでは正しい素性が伝わっておらず、メカトピアのロボットたちからは「人間を見限ってロボットを創造した神」と呼ばれている。メカトピア最古のロボット、アムとイムを作り後の理想郷の建国を託したが、文明の発展を促すために彼らの頭脳に「競争本能」を植えつけたため子孫たちが「自分の発展のために他者を犠牲にする」という、人の心の悪い部分を引き継いでしまい、彼の想いとは違った形でメカトピアが発展していくことになった。登場時すでに高齢で体も衰弱しきっている。原作漫画では痩せ気味だがアニメ版では恰幅がいい。
アムとイム
メカトピアのロボットたちの先祖。人間の醜さに失望した博士の手により、ロボットによる理想郷建国の願いを込めて作りだされた。
アムとイムは子孫のロボットたちを作るのに精を出したが、頭脳に植えつけられた競争本能の影響により、子孫の代になって支配者と被支配者の概念が生まれ、金持ちロボット、貴族ロボットが奴隷ロボットを使役するという、現実の人類史同様の不平等な社会が形成されていった。後にロボットは皆平等という思想が広まり奴隷制度は廃止されたものの、支配・被支配、差別・被差別の概念がなくなることはなく、今度は人間を新たな労働力として奴隷化するという目論見に発展し、その第一歩として地球侵略に乗り出すことになっていく。

## スタッフ
| 原作・脚本     | 藤子不二雄 |
| レイアウト     | 本多敏行 |
| 作画監督       | 富永貞義 |
| 美術設定       | 川本征平 |
| 美術監督       | 高野正道 |
| 録音監督       | 浦上靖夫 |
| 音楽           | 菊池俊輔 |
| 効果           | 柏原満 |
| 撮影監督       | 斎藤秋男 |
| 特殊撮影       | 原真吾 |
| 監修           | 楠部大吉郎 |
| プロデューサー | 別紙壮一 小泉美明 波多野正美 |
| 監督           | 芝山努 |
| 演出助手       | 安藤敏彦 原恵一 |
| 動画チェック   | 内藤真一 石井文子 |
| 色設計         | 野中幸子 |
| 仕上監査       | 片川喜好 代田千秋 |
| 特殊効果       | 土井通明 |
| 整音           | 中戸川次男 |
| スタジオ       | A.P.Uスタジオ |
| 原画           | 大塚正実、柳田義明、池ノ谷安夫、名須川充、若松孝思、若山佳治、飯山嘉昌、山本勝也、斉藤文康、伊藤一男、久保田正史、林一哉、高木みえこ、束田久美子、一川孝久、飯口悦子、原完治、重国勇二、神村幸子 |
| 動画           | 小林正義、川島郁子、隅田恵美子、山下真樹子、伊藤治美、渡辺理恵、入江康智、橋本初美、間々田益男、高野裕子、川橋良江、西原勝正、中川政浩、長井友広、高野亜子、橋本和美、村山純一、駒村美穂子、岩崎陽子、原田慈子、後藤知明、すずき道明、原佳寿美、金子道子、徳田益男、山田智子、湖山禎崇、窪田真子、筒井雅夫、平井千昭、宗崎暢芳、清水一代、渡辺裕子、森谷加代子、大橋幸子、石塚智子、金久保文子、原鉄夫、富村朝直、神谷竜司、恩河博一 |
| 仕上           | 有澤貴子、河野文子、鈴木安子、向坪恵美子、松木優子、小林とみ子、竹内澄江、阿部幸子、加古智子、吉野明子、萩野優、富岡紀美子、松尾朱美、佐藤恵津子、久保田信司、近藤房江、田中幸子、奥野孝一、緒方澄子、岩沢れい子、羽原美知子、田中千義、松本勝子、安藤幹彦、水島静枝、西桐共昭、小高光子、鎌田翼、羽石泉、真田祥子、加藤由美、長谷川悦子                                                                                             |
| 背景           | 工藤剛一、徳重賢、福田和矢、藤井美千代、池田淳、笠原淳二、山崎光枝 |
| 撮影           | 高橋秀子、伊藤修一、伊藤良樹、桶田一展、長谷川洋一、三浦豊作、木次美則、篠原博子 |
| エリ合成       | 平田隆文 古宮慶多 |
| タイトルCG     | 嘉山紀美代 |
| リスワーク     | 阿武千恵 |
| 編集           | 井上和夫 渡瀬祐子 |
| タイトル       | 道川昭 |
| 現像           | 東京現像所 |
| 連載           | 小学館の学習雑誌 マミー ベビーブック めばえ よいこ 幼稚園 小学一年生 小学二年生 小学三年生 小学四年生 小学五年生 小学六年生 てれびくん コロコロコミック 別冊コロコロコミック |
| 協力           | オーディオ・プランニング・ユー アトリエ・ローク 旭プロダクション 日商エレクトロニクス 東京アニメーションフイルム トミプロダクション 亜細亜堂 アニマル屋 スタジオ・メイツ 風プロダクション 竜の子アニメ技術研究所 スタジオ・タージ スタジオ・キャッツ イージーワールド・プロ シャフト スタジオ九魔 スタジオ・ダーム 井上編集室 |
| 文芸           | 水出弘一 |
| 制作事務       | 片平圭子 北沢育子 |
| 制作進行       | 伊坂武則 神田高秀 |
| 制作デスク     | 田中敦 |
| 制作担当       | 山田俊秀 |
| 制作協力       | 藤子スタジオ 旭通信社 |
| 制作           | シンエイ動画 小学館 テレビ朝日 |
|                | © 藤子・小学館・テレビ朝日 |

## 主題歌
レーベルは全てコロムビアレコードである。
オープニングテーマ「ドラえもんのうた」
作詞 - 楠部工 / 作曲 - 菊池俊輔 / 歌 - 大杉久美子
エンディングテーマ「わたしが不思議」
作詞 - 武田鉄矢 / 作曲 - 菊池俊輔 / 歌 - 大杉久美子
今作から「ドラえもんのび太の日本誕生」など一部作品を除いて後日談的な映像が流れるようになり、今作はその後ののび太たち日常が流れてる。
挿入歌「ポケットの中に」
作詞 - 武田鉄矢 / 作曲 - 菊池俊輔 / 歌 - 大山のぶ代
鏡面世界での買い物のシーンで使用。ヴォーカル再録音版。『のび太の恐竜』で使用された音源と異なり、ヤング・フレッシュによるコーラスがない。

## 小説
2011年に公開された前述のリメイクアニメ映画公開にあわせ、漫画版を元にしたノベライズ版が瀬名秀明によって同年2月25日に出版（ISBN 978-4-092-89726-7）された。ドラえもん初の小説となる。